# Emenista
Emenista é um gênero de aranhas da família Linyphiidae descrito em 1894.